# Голкоплідник зірчастий
Голкоплідник зірчастий (Scandix stellata) — вид квіткових рослин родини окружкових (Apiaceae).

## Біоморфологічна характеристика
Це однорічна рослина (4)10–30(40) см заввишки, ± голі, коротковолосисті чи з довгими ворсинками. Стебла розгалужені чи прості біля основи, від світло-зеленого до пурпурного кольору. Прикореневі листки 3 перисторозсічені. Кінцеві часточки листків вузьколінійні, 3–10 × 0.5 мм. Квітки та плоди сидячі чи майже сидячі. Зонтики з 1–3 променями. Крайові пелюстки мало збільшені. Плоди (12)15–22(26) × (1.2)1.4–2 мм, коричнево-бурі б.-м. прямі, вкриті жорсткими, білуватими спрямованими догори щетинками. 2n = 16, 20.

## Поширення
Північна Африка, Європа, Західна й Центральна Азія.
В Україні вид зростає на сухих схилах, у виноградниках, садах — у Криму (на Керченському п-ві та ПБК), зрідка.